# Trans-Trem

Steinberger Trans-Trem

Ned Steinberger, Gründer des US-amerikanischen Musikinstrumenten-Herstellers Steinberger, entwickelte 1984 das Trans-Trem-System (Synonyme: TransTrem, Transposing-Tremolo-System), ein Vibratosystem für die elektrische Gitarre. Das System wurde lange Zeit exklusiv auf von Steinberger hergestellten Instrumenten ausgeliefert.

## Systembeschreibung
Beim Trans-Trem-System bleibt beim Betätigen des Vibratohebels im Unterschied zu anderen Vibratosystemen für Gitarren der gesamte, gespielte Akkord erhalten. Es kommt dabei nicht zum Verstimmen der einzelnen Saiten gegeneinander wie gelegentlich bei anderen Systemen. Das Trans-Trem kann außerdem mit dem Hebel in verschiedenen Positionen fixiert („gelockt“) werden, wodurch ein Umstimmen (englisch: Transposing) der gesamten Gitarre während des Spiels möglich ist.
Auch für elektrische Bässe wurde ein solches System entwickelt, kam jedoch nur selten zur Verwendung. E-Bässe mit Trans-Trem – wie zum Beispiel Instrumente aus der Steinberger-L-Serie – sind heute selten und besitzen einen Wert als Sammlerstücke.

## Aufbau
Anders als bei den anderen Vibratosystemen ist ein freischwebender Teil mit speziellen Saitenhaltern über Lager mit den Seitenteilen der Grundplatte verbunden. Die Saiten laufen über einzeln verstellbare Rollensättel. Dadurch gerät das Vibrato auch bei starkem Auflagedruck der Anschlaghand des Gitarristen nicht aus der Stimmung. Allerdings sind „Divebombs“ (ein starkes Absenken des Hebels, so dass die Saiten weitgehend erschlaffen) dadurch unmöglich. Eine integrierte Spiralfeder, die von außen mit einer Schraube verstellt werden kann, sorgt für eine leicht anpassbare Nullstellung. Um die nötige Stimmstabilität zu erreichen, wurden auf Gitarren und Bässen ohne Kopfplatte (engl.: headless) im Gegensatz zu herkömmlichen Gitarrensaiten und den bisher üblichen Saitenklemmen solche mit zwei Kugeln verwendet (engl.: Double-Ball). Dieser Saitentyp hat an beiden Enden sogenannte Kugeln (engl.: ball ends), die in die Saitenhalter des Instruments eingehängt werden. Die Stimmung solcher Gitarren und Bässe wird über spezielle Stimmmechaniken am Vibratosystem vorgenommen. Dadurch ist ein schneller Saitenwechsel möglich, und auch die Stimmprozedur gestaltet sich wesentlich einfacher als bei anderen Typen von Vibratosystemen wie zum Beispiel beim Floyd-Rose-Vibratosystem.

## Anwender
- Eddie Van Halen ließ sich das System in einige Exemplare seiner Signature-Gitarren von Music Man und Peavey einbauen. Empfehlenswerte Hörbeispiele für den besonderen Klang des Steinberger-Vibratos sind unter anderem Get Up und Summer Nights auf dem Album 5150 der US-amerikanischen Rockband Van Halen.
- Der englische Fusion-Jazz-Gitarrist Allan Holdsworth verwendet ein Trans-Trem auf seiner Spezialanfertigung von DeLap sowie eine Steinberger-Gitarre mit Trans-Trem-System.
- Mark Knopfler und sein Begleitgitarrist Jack Sonni von der englischen Band Dire Straits verwendeten beide Steinberger-Trans-Trem-Gitarren auf deren Brothers-In-Arms-Konzerttournee.
- Der US-amerikanische Gitarrist David Torn gebraucht das Trans-Trem sehr häufig und verwendet es in seinen Lehrvideos.
- Eine spezielle Anwendung war der Einbau eines Trans-Trem-Systems in die elektrische Gitarrenharfe des US-amerikanischen Gitarristen Michael Hedges. Ein Beispiel dafür ist sein Stück Point A auf dem Album Taproot.
- Ein Anwender des Trans-Trem mit E-Bass ist der amerikanische Bassist Michael Manring.